# Xoài Alice

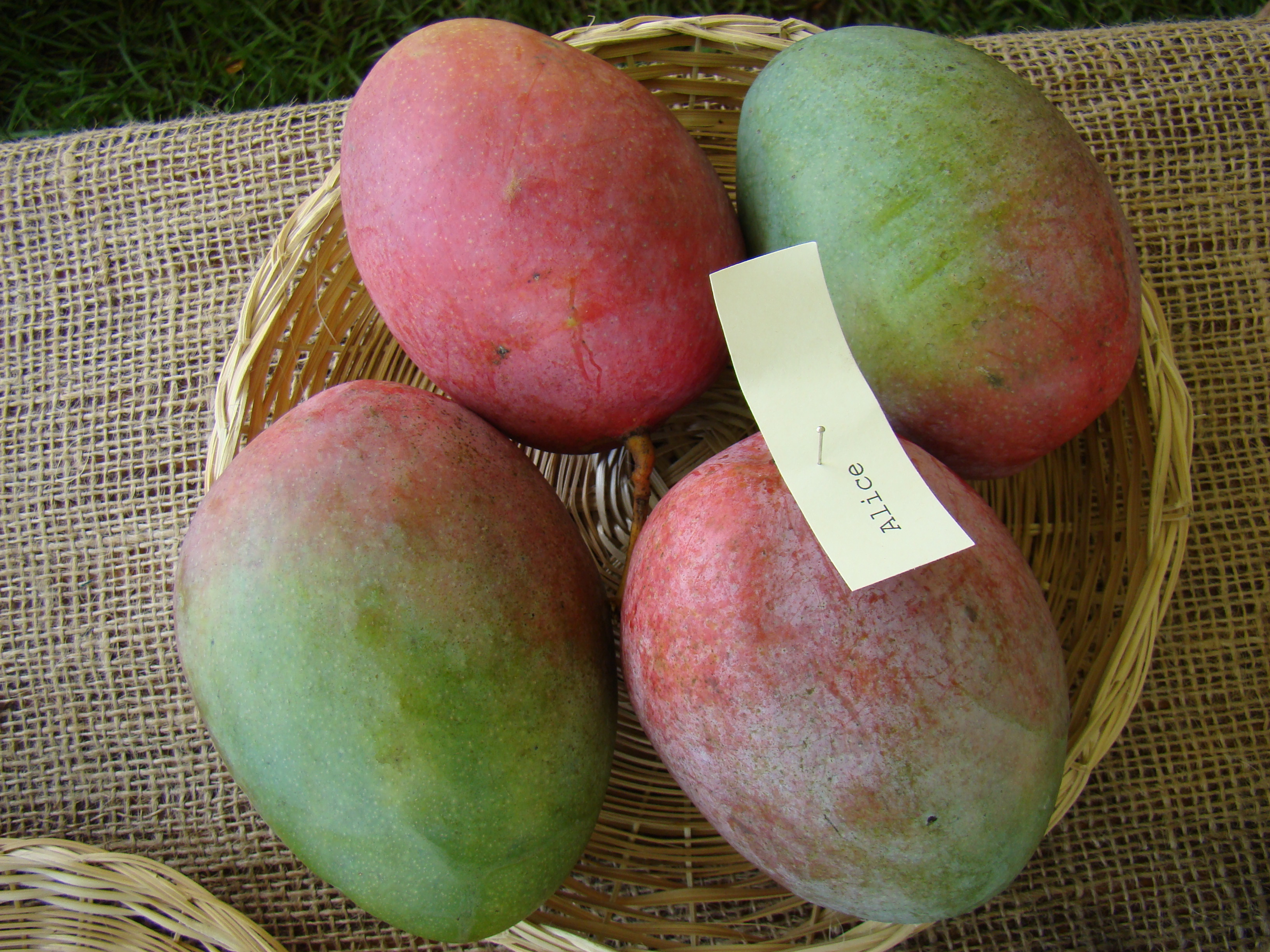
Trưng bày xoài 'Alice' tại Lễ hội trái cây mùa hè Redland được tổ chức tại Công viên trái cây và gia vị ở Homestead, Florida vào ngày 21 tháng 6 năm 2008.

Xoài 'Alice' là một giống xoài được đặt tên theo nguồn gốc của chúng ở miền nam Florida.

## Lịch sử
Cây ban đầu được cho là cây giống xoài ' Sài Gòn ' được trồng vào năm 1935  trên đất đai của Fred Herman ở South Miami, Florida, và được đặt theo tên của vợ Alice Herman của ông. Một số người đã suy đoán rằng Alice có thể là con lai giữa Sài Gòn và một giống xoài đua Ấn Độ. Cây được cho quả đầu tiên vào năm 1940, với tên được công bố chính thức vào năm 1950.
Trong khi trái cây được coi là có chất lượng tốt, Alice đã không thích nghi để kinh doanh thương mại chủ yếu do cây trồng nhẹ.
Một cây Alice là một phần của việc thu thập tế bào mầm của USDA ở Miami, Florida, và một cây mẫu cũng được trồng tại Đại học Trung tâm Giáo dục nghiên cứu nhiệt đới và Florida trong Homestead, Florida.

## Miêu tả
Quả có hình bầu dục, trung bình dưới một pound trọng lượng khi trưởng thành. Nó có làn da mịn màng chuyển sang màu vàng cam khi trưởng thành với một chút đỏ mặt. Đỉnh được làm tròn và không chứa mỏ. Thịt có mùi thơm mạnh mẽ, và không có chất xơ, phong phú và ngọt ngào. Nó chứa một hạt giống đơn phôi. Ở Florida, quả thường chín từ cuối tháng 6 đến tháng 7.
Xoài Alice là một giống trồng mạnh mẽ và có tán rộng.